# Pietro Citati
Pietro Citati (n. 20 februarie 1930, Florența, Regatul Italiei – d. 28 iulie 2022, Roccamare⁠(d), Castiglione della Pescaia, Toscana, Italia) a fost un scriitor și critic literar italian. 
A câștigat Premiul Strega în 1984 pentru Tolstoj.

## Biografie
S-a născut în Florența într-o familie nobilă siciliană, și-a petrecut copilăria și adolescența la Torino, unde a urmat Institutul Social și, mai târziu, liceo classico Massimo d'Azeglio. În 1942, în timpul războiului, s-a mutat împreună cu familia în Liguria. După război, s-a întors în Toscana și a absolvit în 1951 studiile de literatură modernă la Universitatea din Pisa, ca student la Scuola Normale Superiore. Și-a început cariera ca critic literar colaborând la reviste precum Il Punto - unde l-a cunoscut pe Pasolini - L'Approdo letterario și Paragone.
Din 1954 până în 1959 a predat italiană în școlile profesionale din Frascati și din periferia Romei. În anii șaizeci a scris pentru ziarul Il Giorno. Din 1973 până în 1988 a contribuit la secțiunea culturală a ziarului Corriere della Sera și a fost critic literar pentru La Repubblica între 1988 și 2011, înainte de a se reîntoarce în redacția Corriere della Sera până în 2017.
A scris biografii critice ale lui Goethe, Alexandru cel Mare, Alessandro Manzoni, Kafka, Tolstoi, Katherine Mansfield, Giacomo Leopardi, Marcel Proust etc., precum și un scurt memoriu despre prietenia sa de treizeci de ani cu Italo Calvino. Multe dintre paginile sale au fost, de asemenea, dedicate miturilor popoarelor antice și grecilor (Homer mai ales) și doctrinelor religioase și filozofice precum ermetismul.
În Kafka, Pietro Citati l-a făcut pe marele scriitor să declare: „Sunt ca tine, sunt un om ca tine, sufăr și mă bucur ca și tine, ca un înger meticulos și plin de viață, o ființă care trăiește departe într-o lume care nici măcar nu i-a aparținut”.
A fost căsătorit cu toscana Elena Londini și a murit la vila sa din Roccamare, în municipiul Castiglione della Pescaia, la 28 iulie 2022, la vârsta de 92 de ani.   Este înmormântat la cimitirul Misericordia din Grosseto.

## Influențe și hermeneutică
Citati nu folosește o metodă prestabilită de interpretare în demersul său exegetic: este influențat mai mult de narațiune decât de simpla critică literară. El a declarat: „M-au influențat foarte mult Goethe, Kafka, Gadda, Pessoa, Musil și Borges . Aveau diferite forme de ironie: literară și metafizică, Borges; amețitoare și cu multifațete, Pessoa; iar a lui Musil este infinit de complex. Sunt trei forme de ironie a trei mari scriitori, care au apoi infinite alte fațete”.
El consideră lectura operei literare susceptibilă de variații, în funcție de timpul și momentul în care este citită: «În cărțile mele există întotdeauna o fuziune între viață și interpretarea operei. Eu spun povestea vieții, dar nu întreaga viață: o urmăresc până în momentul în care un om obișnuit se schimbă și devine scriitor, momentul în care ceva se declanșează în el. Încerc să înțeleg secretul acestei metamorfoze a unui om obișnuit – până atunci un om monden, un ofițer sau un angajat – care la un moment dat se transformă în scriitor: din acel moment, cartea mea devine o interpretare a cărților pe care le-a scris”.

### Genul biografic
Scriitorul a contribuit la reînnoirea genului biografiei care, începând cu anii șaptezeci, este marcat de amestecul dintre biografie fictivă și roman biografic până ajunge o mutație a naturii operei biografice, în care autorul însuși devine personajul operei literare. El precizează în nota finală a Porumbelului înjunghiat (La colomba pugnalata): «deși conține pagini despre viața lui Proust, Porumbelul înjunghiat nu intenționează să fie, și nici nu este, o biografie».

## Premii și recunoașteri
- În 1970 a câștigat Premiul Viareggio pentru non-ficțiune, cu Goethe.[24]
- În 1981 a câștigat Premiul Bagutta cu Short Life de Katherine Mansfield.[25]
- În 1984 a câștigat Premiul Strega[26] cu Tolstoi, o biografie ficțională a scriitorului rus cu același nume publicată de Longanesi în anul precedent.
- În 1991 a câștigat Prix Médicis étrangers pentru Histoire qui fut heureuse, puis douloureuse et funeste (Istoria mai întâi fericită, apoi foarte dureroasă și fatală).[27]
- În 2002, scriitorul spaniol Javier Marías, regele Redondei, l-a numit Duce de Remonstranza.
- În 2009 a fost distins cu premiul Chiara pentru întreaga carieră.

## Filmografie
- Dans la peau d'Italo Calvino (2012), documentar de Damian Pettigrew cu Pietro Citati și Neri Marcorè în rolul lui Italo Calvino